# شهرستان کرونوبری
شهرستان کرونوبری (به سوئدی: Kronobergs län) یکی از شهرستان‌های کشور سوئد است که در جنوب این کشور واقع شده است و با شهرستان‌های اسکونه، هاللاند، یونشوپینگ، کالمار و بلکینگه مرز مشترک دارد.
مرکز این شهرستان شهر وکفو است.